# بويرتا دي سول
بويرتا ديل سول (بالإسبانية: Puerta del Sol، وتعني حسب الترجمة بوابة الشمس) هي ساحة عامة في مدريد، وواحدة من أشهر الأماكن وأكثرها ازدحامًا في المدينة. ويُعتبر المركز للشبكة الشعاعية للطرق الإسبانية. تحتوي الساحة أيضًا على الساعة الشهيرة التي تشير أجراسها إلى الأكل التقليدي لـ Twelve Grapes وبداية عام جديد.

## التاريخ

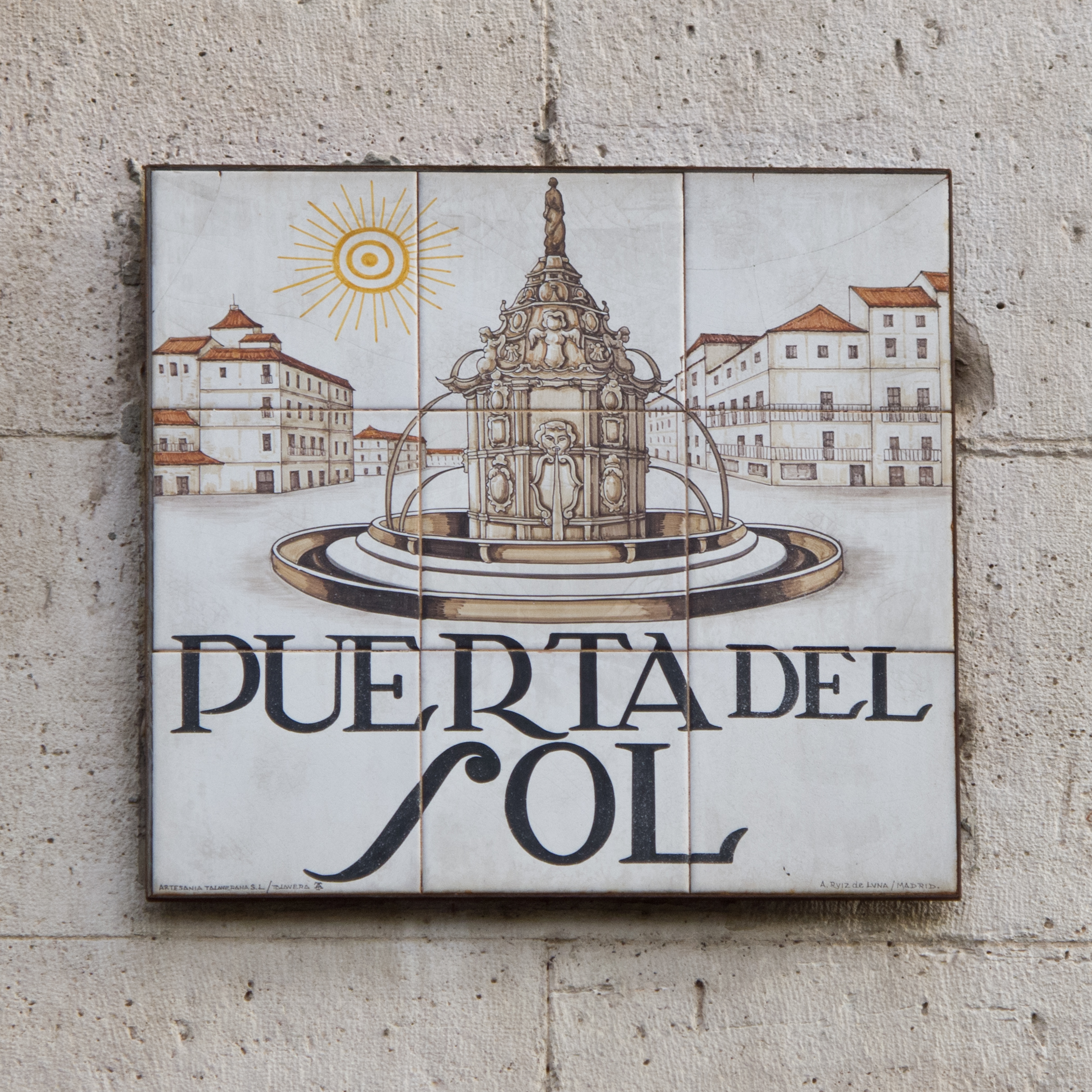
علامة شارع مبلطة من بويرتا ديل سول مع رسم تاريخي للساحة

نشأت ساحة بويرتا ديل سول كواحدة من بوابات جدار المدينة التي أحاطت بمدريد في القرن الخامس عشر. بدأت ضواحي القرون الوسطى تنمو حول الجدار المسيحي في القرن الثاني عشر. جاء اسم البوابة من الشمس المشرقة التي زينت المدخل، حيث كانت البوابة موجهة نحو الشرق.
بين القرنين السابع عشر والتاسع عشر، كانت المنطقة مكانًا هامًا للالتقاء: كهدف للسعاة القادمين من الخارج وأجزاء أخرى من إسبانيا إلى مكتب البريد، زارها أولئك الذين يتوقون إلى آخر الأخبار. توجد كنيسة في الساحة معروفة باسم Gradas de San Felipe.
تم بناء منزل مكتب البريد من قبل المهندس المعماري الفرنسي جاك ماركيه بين 1766 و 1768. كان المبنى مقر وزارة الداخلية وأمن الدولة في إسبانيا الفرنسية. وهي حاليا مقر رئاسة منطقة مدريد.

## المباني والمعالم الشهيرة
تحتوي الساحة على عدد من المعالم السياحية المعروفة محليًا ودوليًا والتي تكون مرتبطة بإسبانيا. على الجانب الجنوبي، يعمل مكتب البريد القديم الآن كمكتب لرئيس مدريد، رئيس الحكومة الإقليمية لمجتمع مدريد المستقل (يجب عدم الخلط بينه وبين مجلس مدينة مدريد، الذي يقع في مكان آخر). يوجد على جانبها الجنوبي أيضًا، مربع يحمل تمثالًا مثبتًا لتشارلز الثالث من إسبانيا، الملقب بـ «إل راي الكالدي» («رئيس البلدية») بسبب برنامج الأشغال العامة الواسع الذي بدأه. على الجانب الشرقي يكمن تمثال الدب وشجرة الفراولة، رمز شعارات مدريد. حتى عام 2009، كان التمثال يقف على الجانب الشمالي عند مدخل كالي ديل كارمن . Mariblanca (شخصية نسائية سميت برخامها الأبيض) هي نسخة من تمثال (ربما من فينوس، وبالتالي ادعاءات القاعدة المستعادة)، والتي تمثل مكان نافورة سابقة.
أيضاً يوجد ما يسمى kilómetro cero وهو عبارة عن لوحة على الأرض مباشرة شمال مكتب البريد وهي بمثابة المركز الرمزي لإسبانيا. بالإضافة إلى الإشارة إلى أساس الترقيم في نظام الطرق الإسبانية، فإن الطبيعة الرمزية للساحة تضمن أنها موقع للعديد من التجمعات والاحتجاجات، خاصة ضد العنف والحرب. شهد سول احتجاجات ضد الإرهاب الذي ارتكب هجمات 11 مارس على قطارات الركاب، وتورط إسبانيا في حرب العراق .
في عام 2011، تم إنشاء الساحة كنقطة محورية ورمز للمظاهرات الديمقراطية الإسبانية الجارية. تضمنت المظاهرات التخييم في منتصف الساحة (acampadasol)، الذي بدأ في 15 مايو 2011 وسط الحملة الانتخابية لقاعات المدينة وحكومات المجتمعات المستقلة والتي غذتها وسائل التواصل الاجتماعي، ولا سيما تويتر وفيسبوك. ثم امتدت المظاهرات إلى أكثر من ستين مدينة أخرى في جميع أنحاء إسبانيا. منذ 12 يونيو 2011، احتفظت الساحة بهيكل مقبب قائم بذاته مصنوع من المنصات، والتي كانت بمثابة نقطة معلومات لحركة 15-M . استمر هذا طوال صيف عام 2011 حتى فجر 2 أغسطس، عندما قررت الشرطة الوطنية طرد الهيكل والمتظاهرين. يوجد في الوقت الحاضر عشرات اللجان تجمعاتها في الساحة الأيقونية.

## الموقع في مدريد

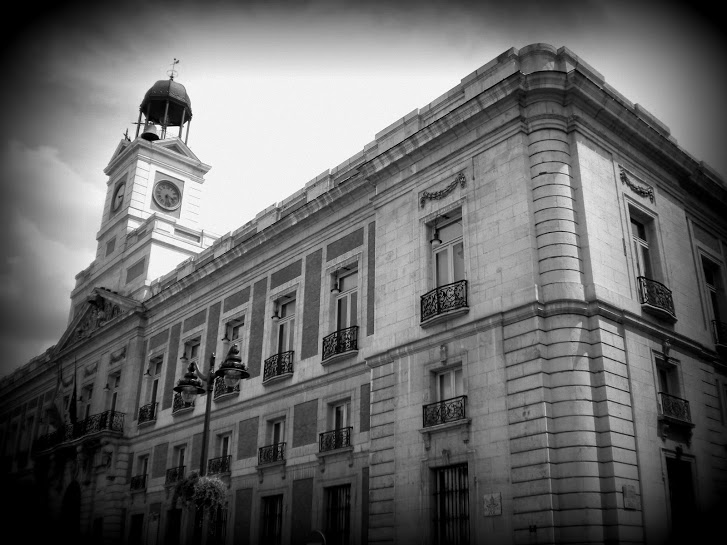
ريال كاسا دي كوريوس في بويرتا ديل سول، مدريد.

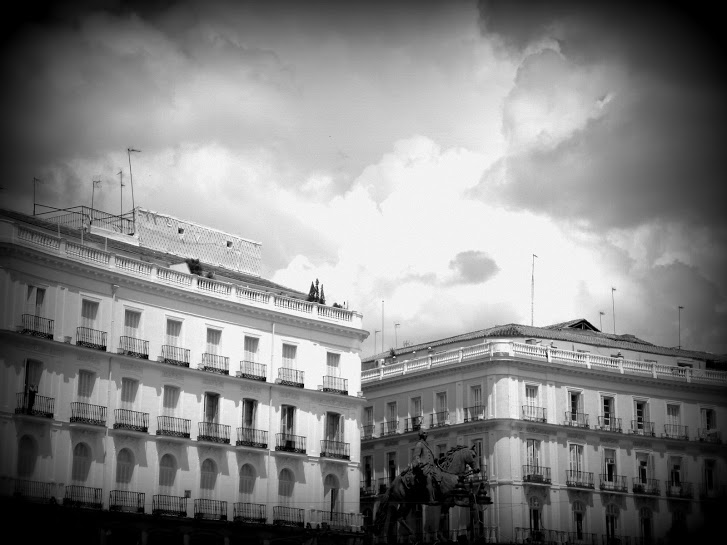
بويرتا ديل سول، مدريد.

تقع بويرتا في قلب مدينة مدريد. وهو بمثابة صفر كيلومتر الذي تقاس منه جميع الطرق الشعاعية في إسبانيا.

## معرض الصور

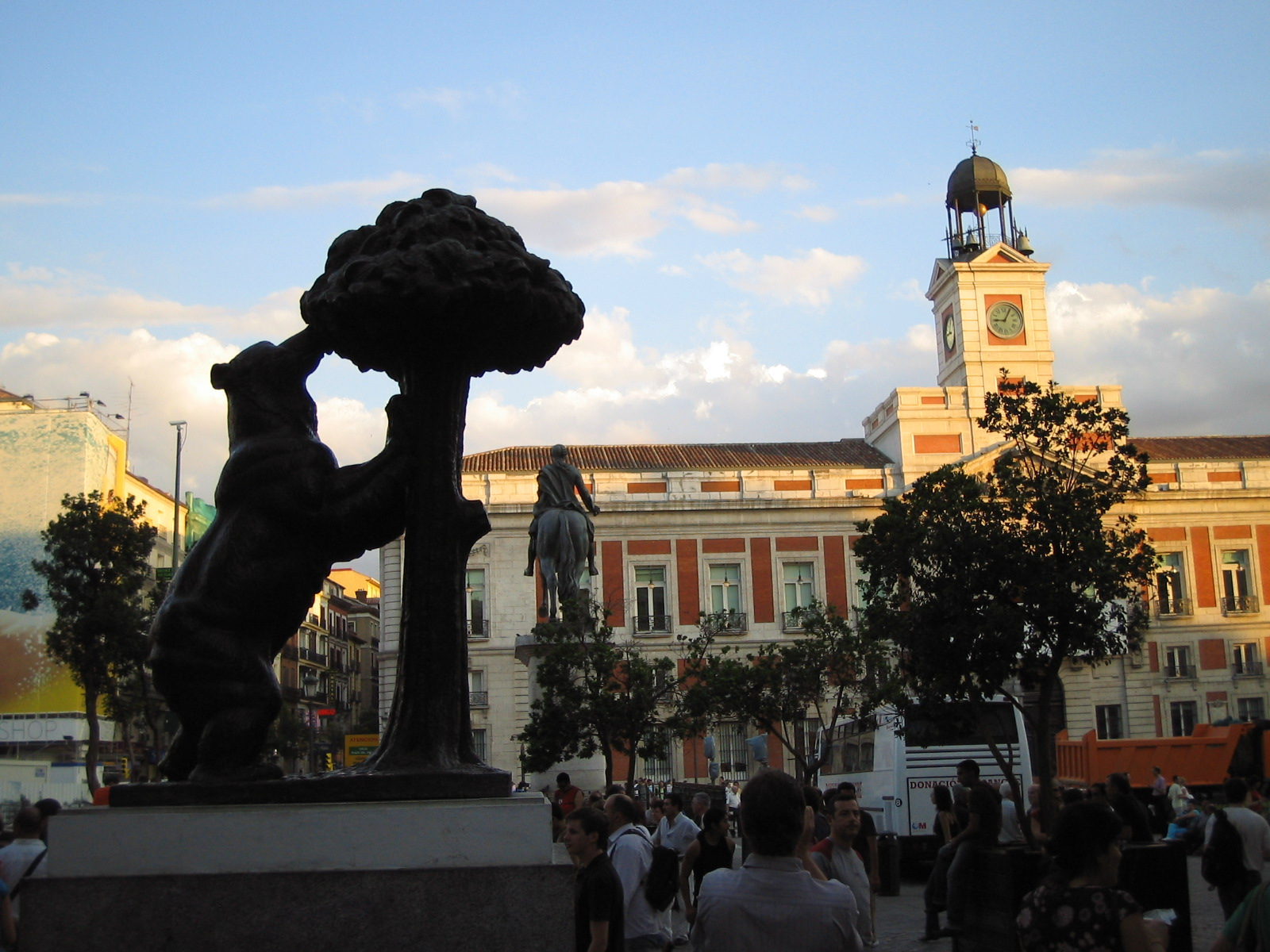
الدب وشجرة مادرونو رمز مدريد
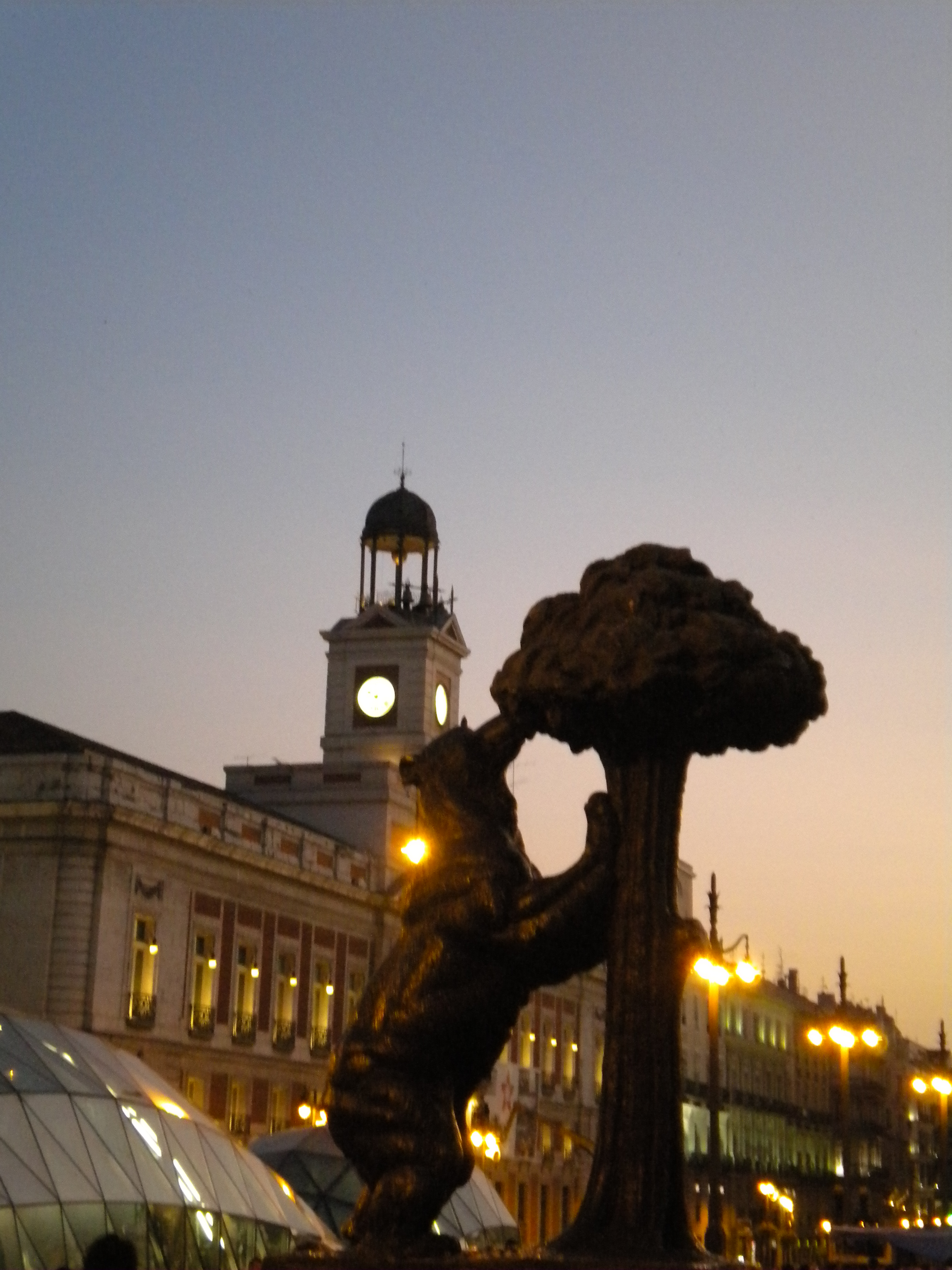
صورة ليلية للدب وشجرة مادرونو ، رمز شعاري لمدريد
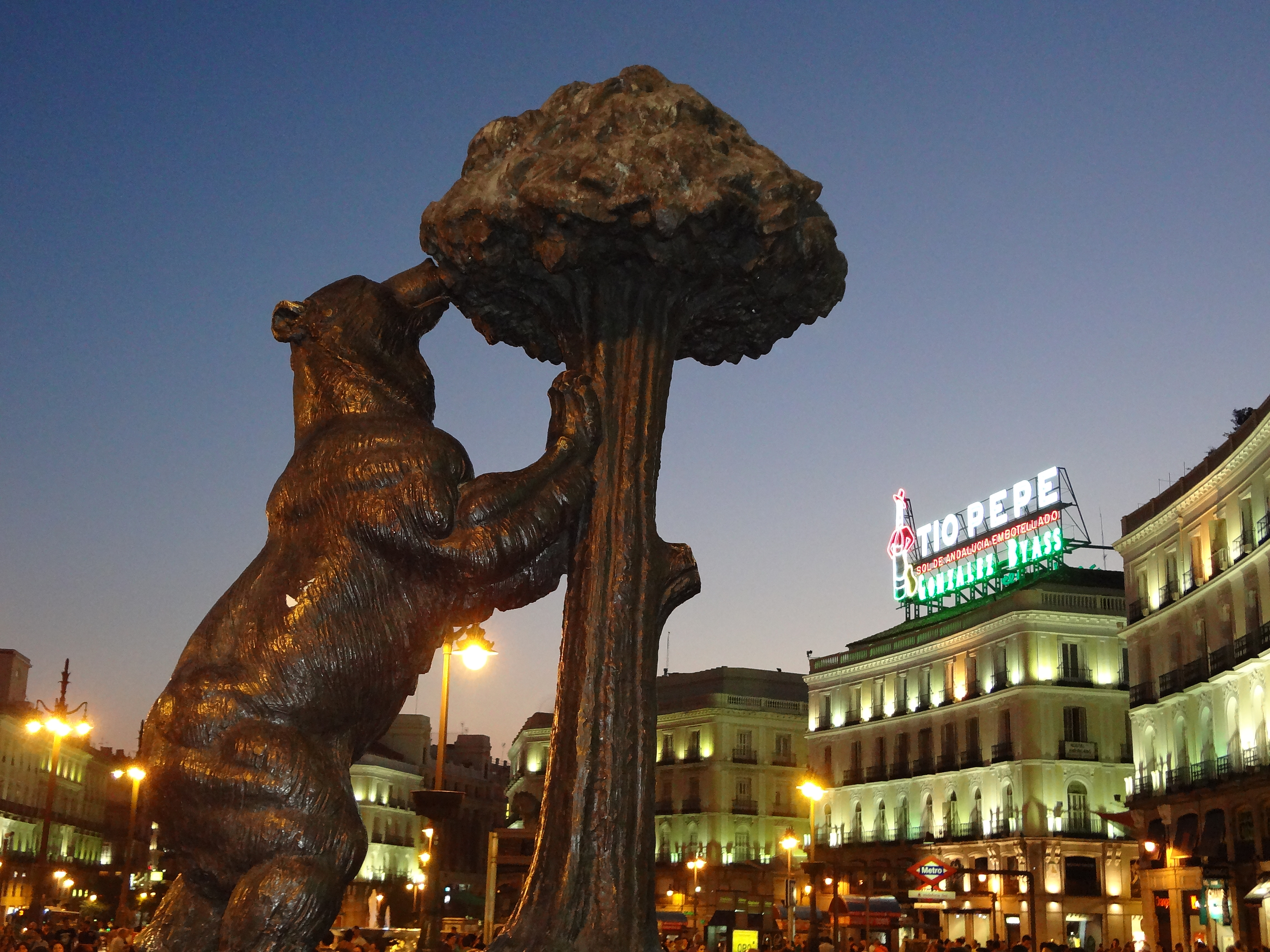
غروب الشمس والدب وشجرة ادرونو
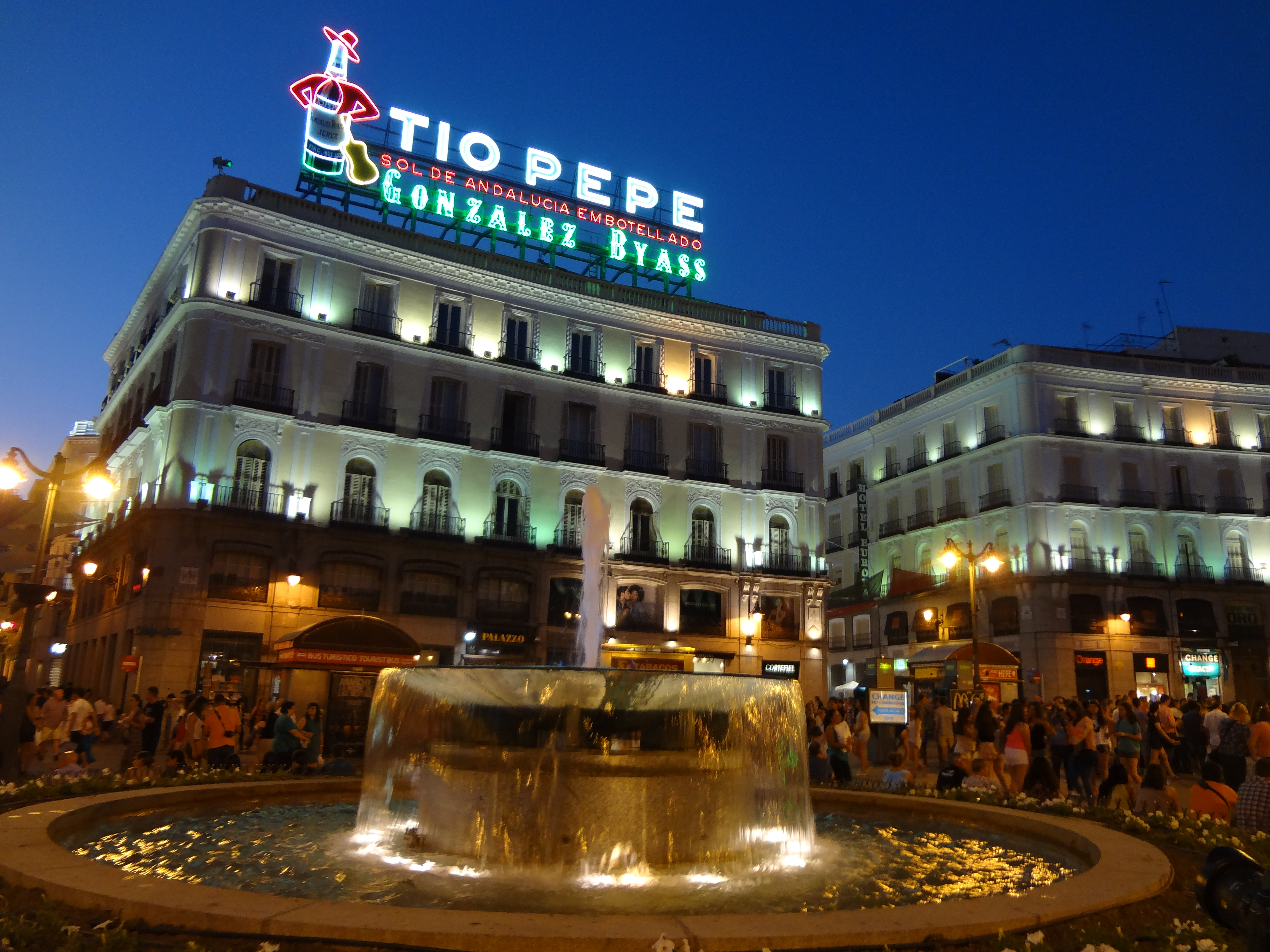
بويرتا ديل سول
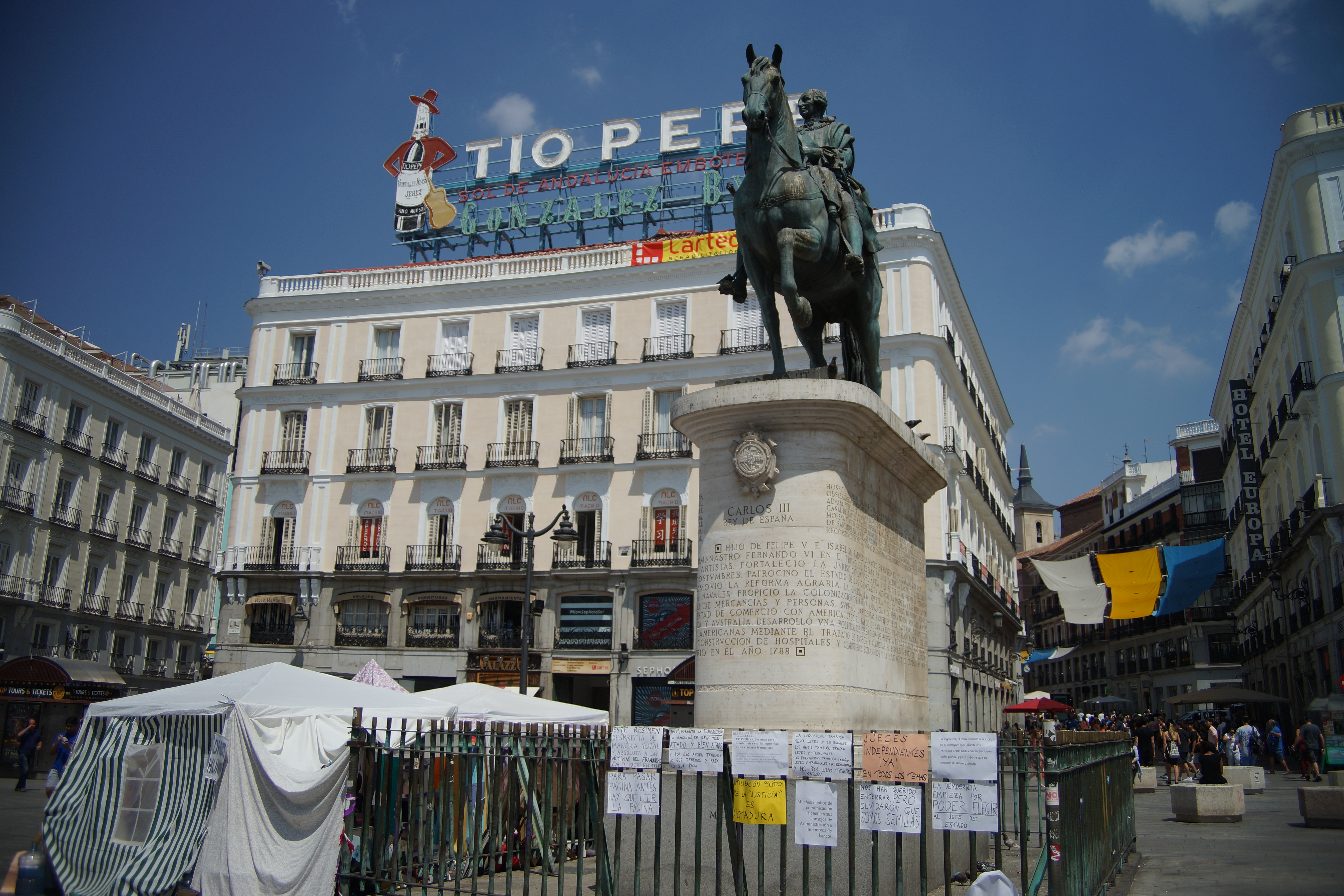
بويرتا ديل سول في مدريد مع تمثال الملك كارلوس الثالث وعلامة تيو بيبي
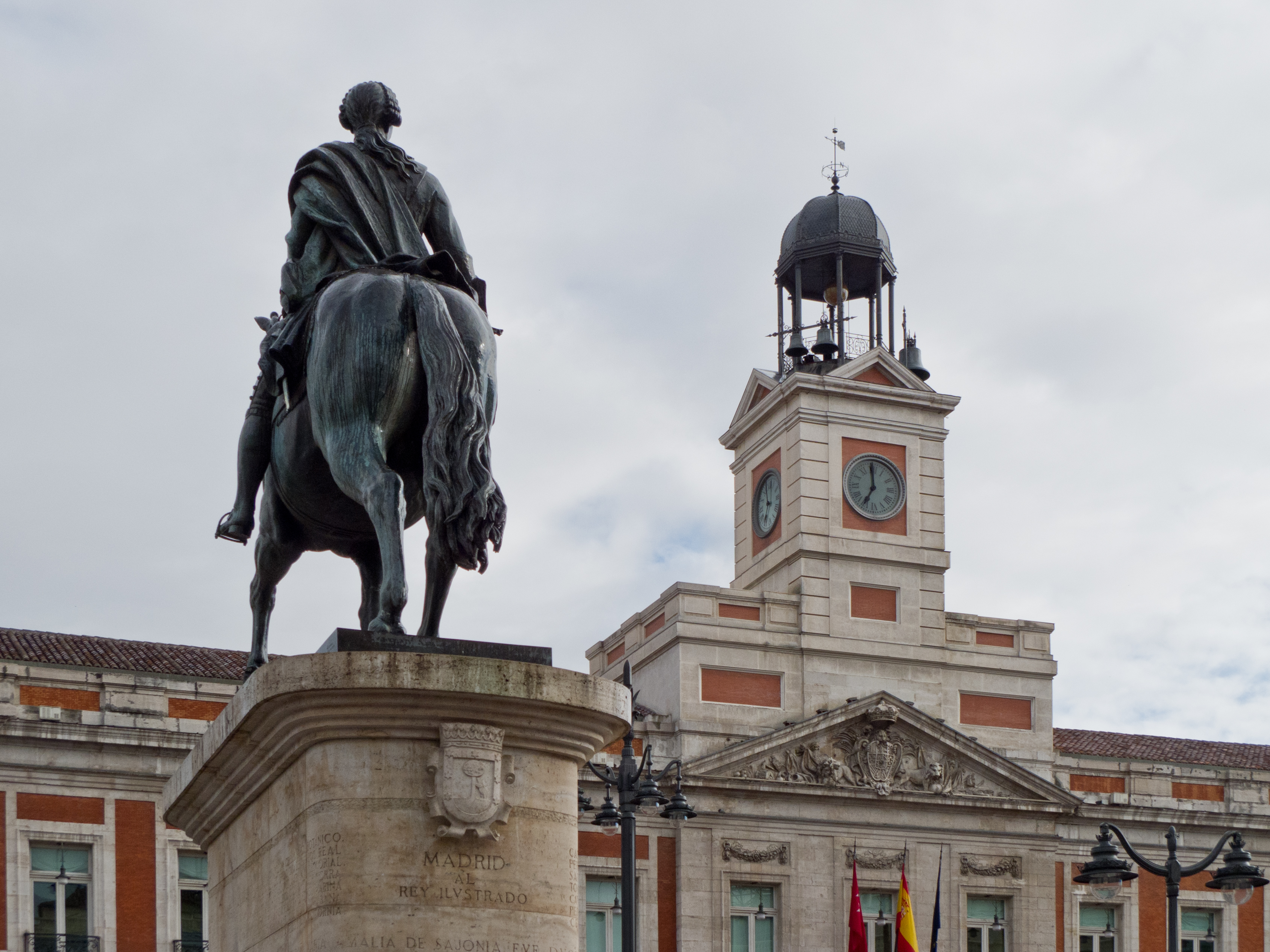
نصب تذكاري للملك تشارلز الثالث أمام بيت مكتب البريد
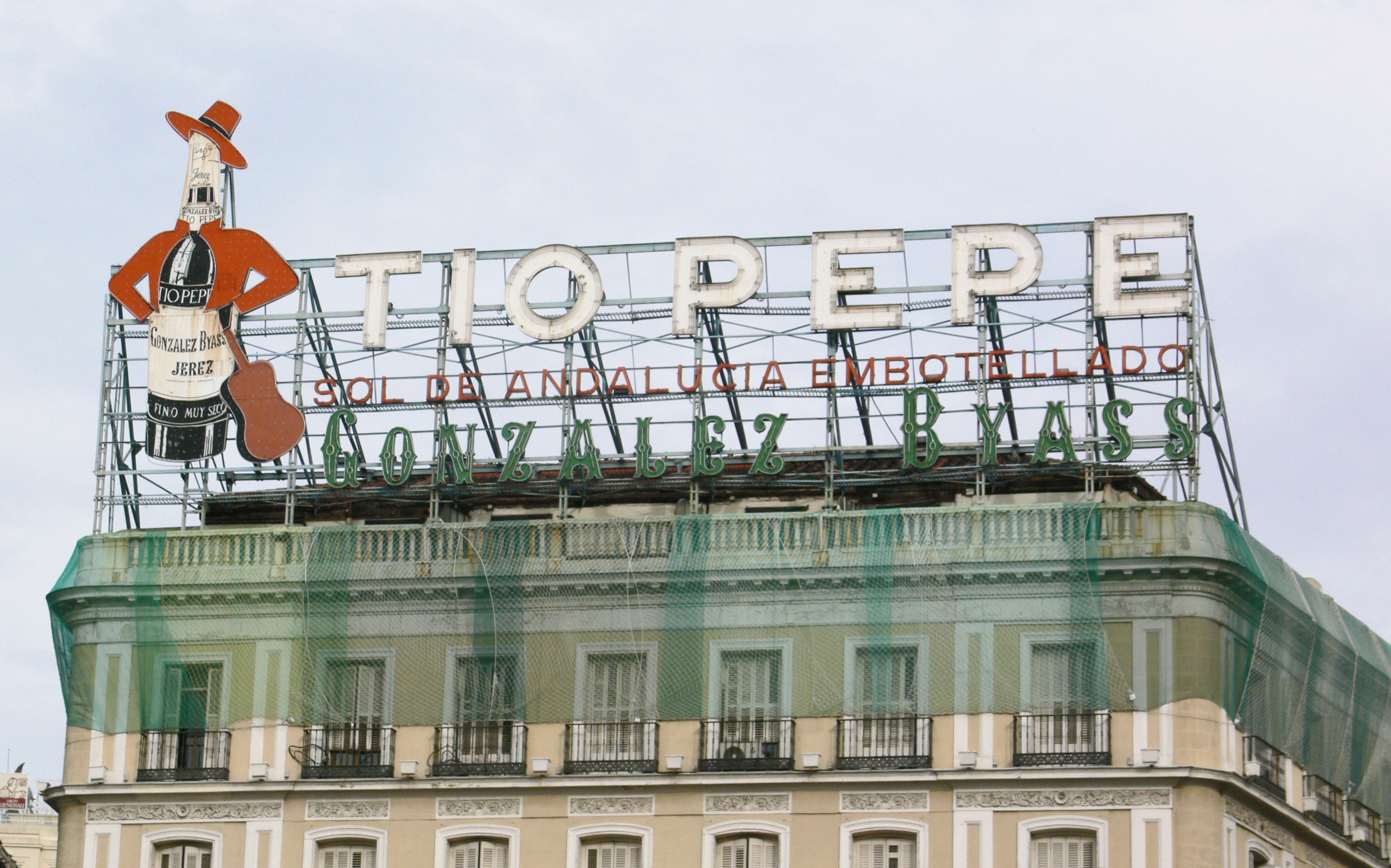
يعد إعلان Tío Pepe علامة بارزة
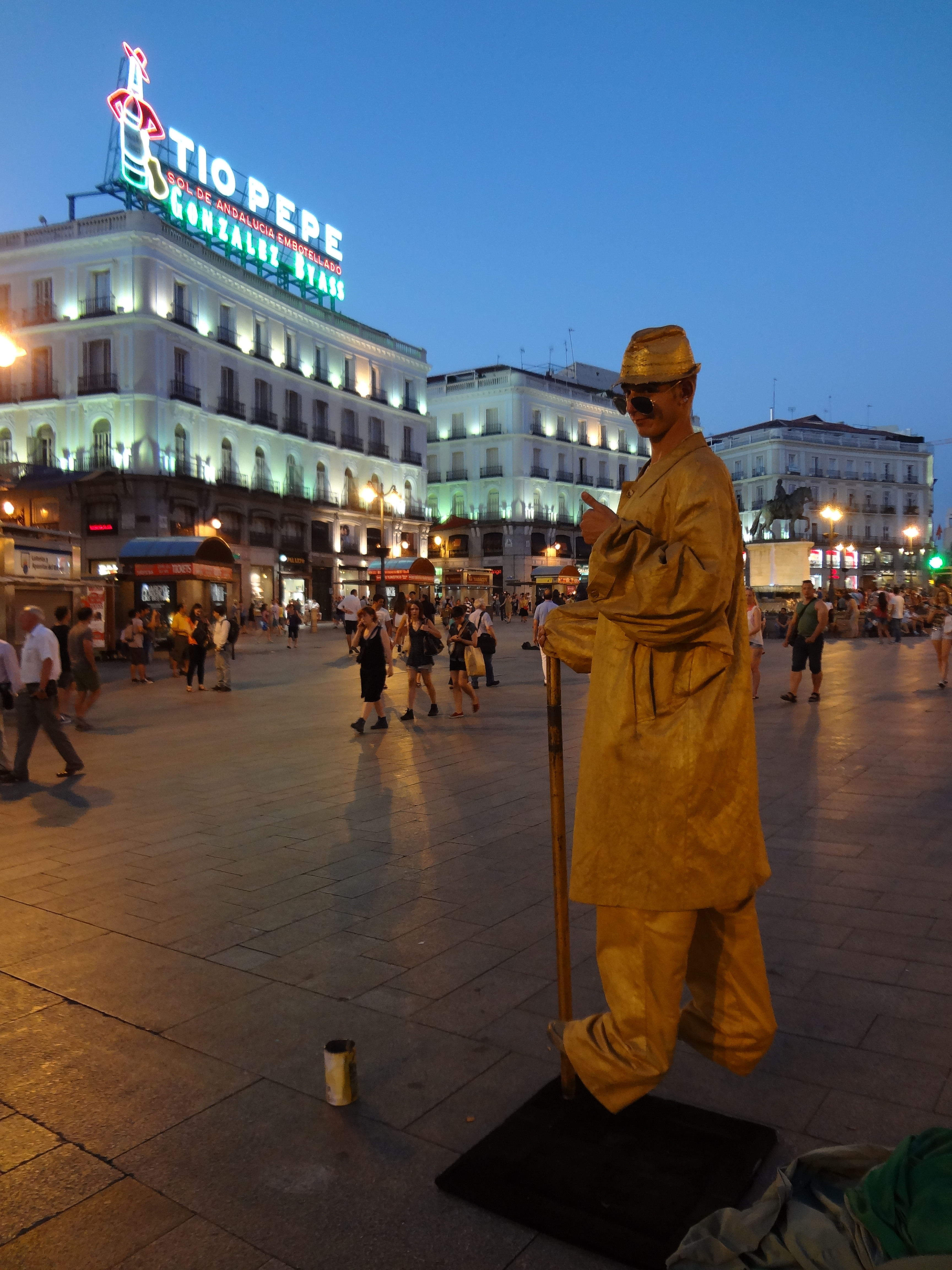
بويرتا دي سول في الغروب .
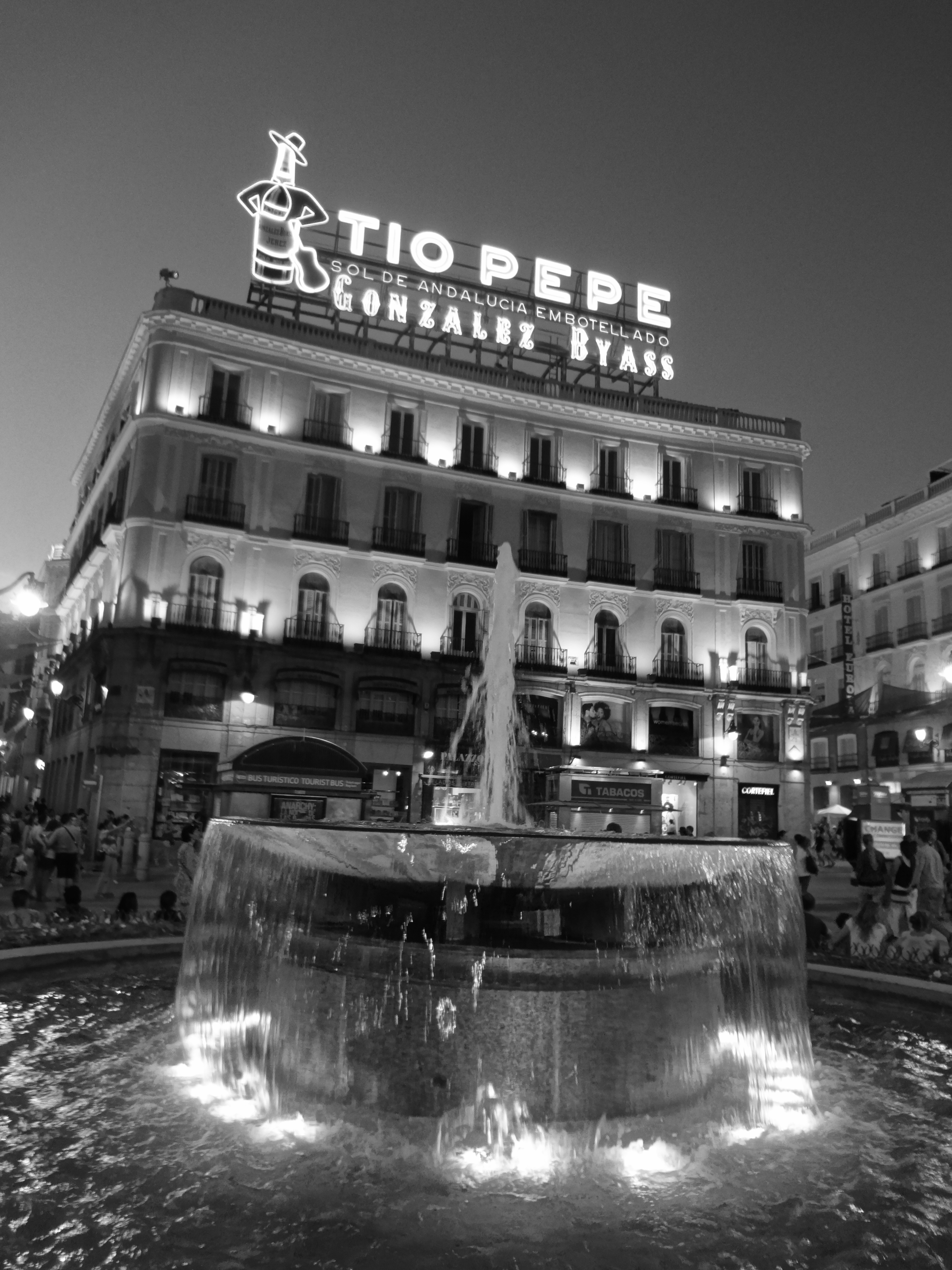
إعلان Tio Pepe Neon إعلان 'Puerta Del Sol' مدريد ، إسبانيا ، تم تصويره عند الغروب بالأبيض والأسود.
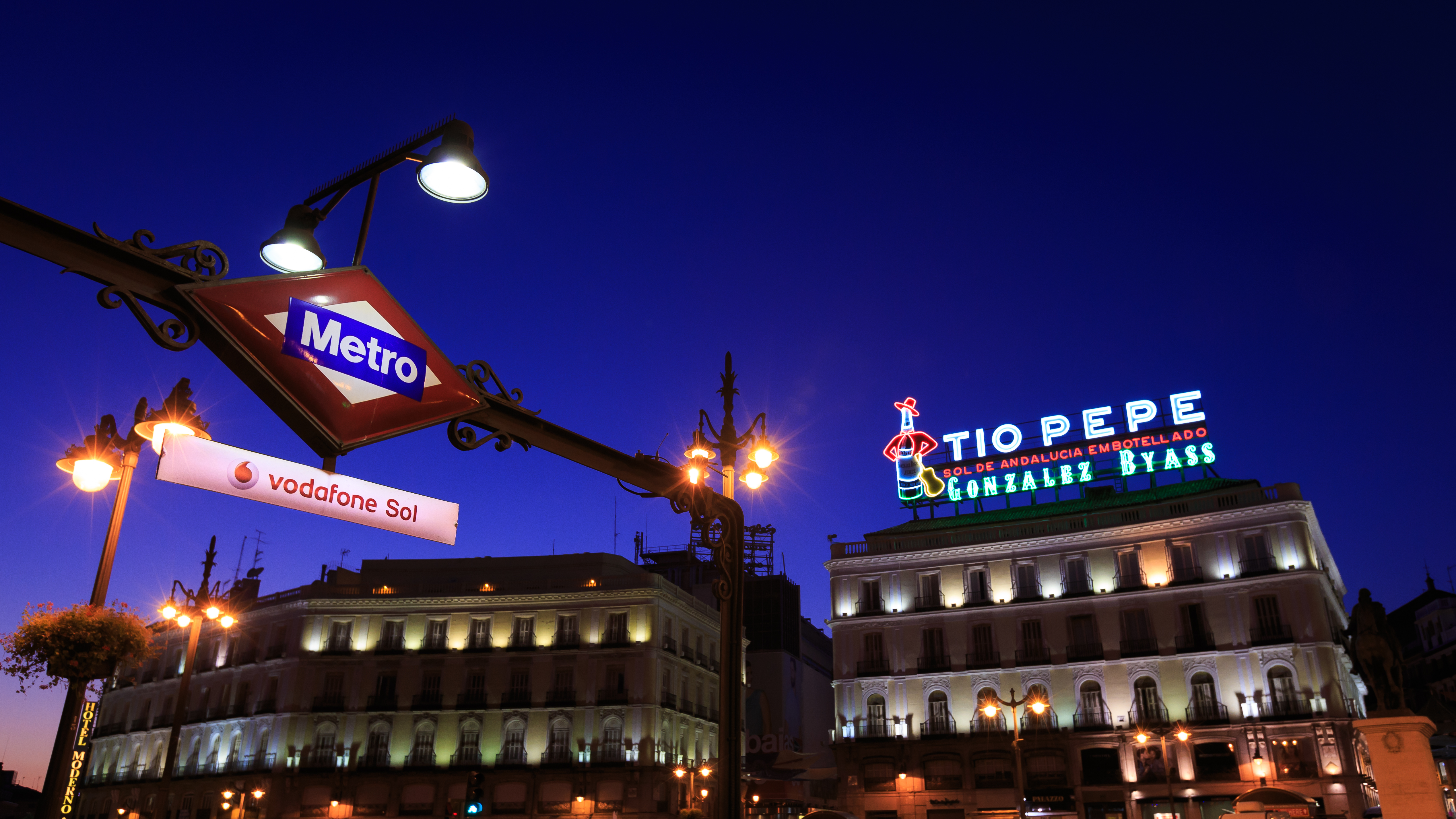
بويرتا ديل سول ، مترو مدريد وإعلان تيو بيبي نيون عند الغروب
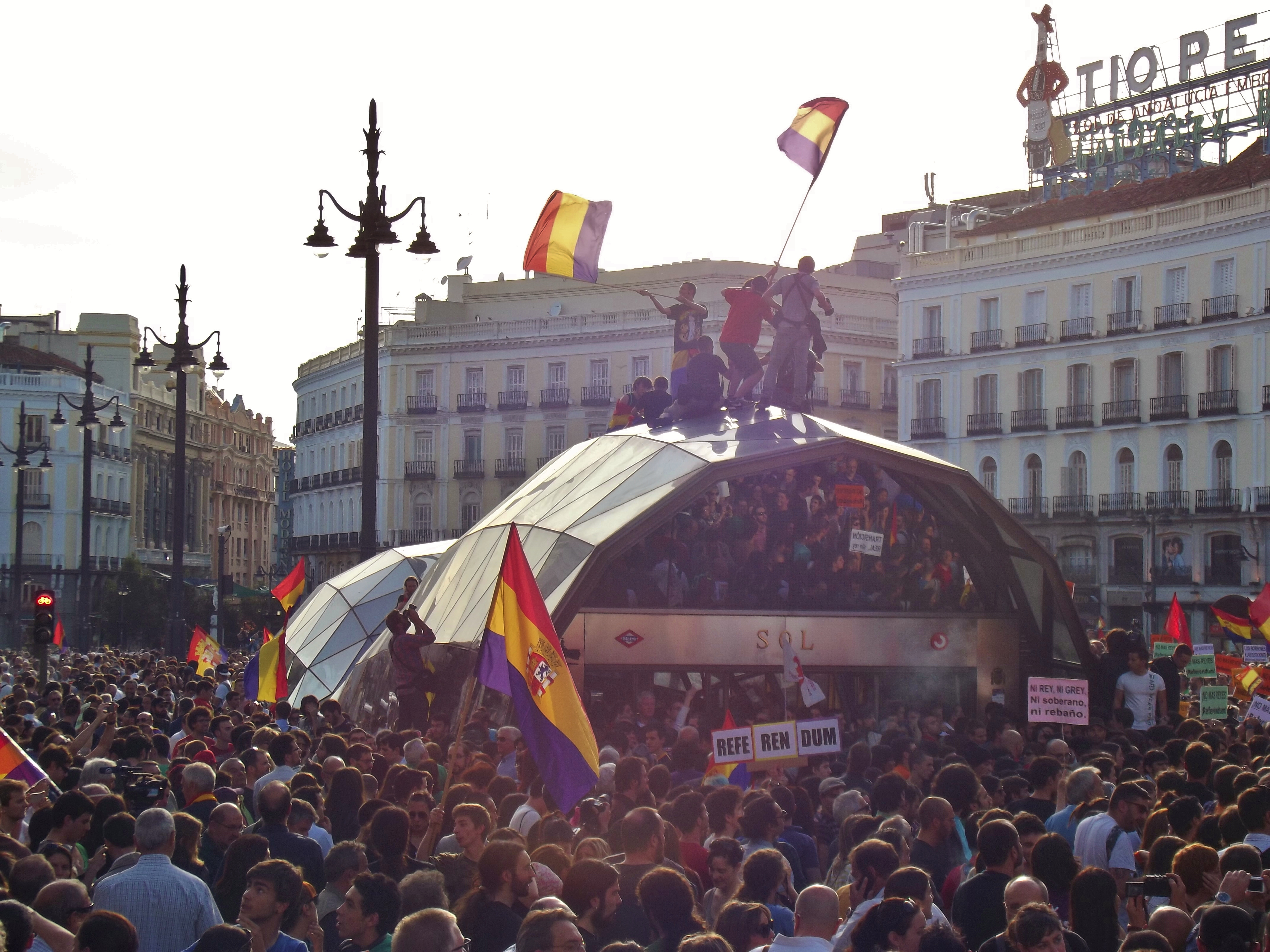
مظاهرة للجمهوريين في اليوم الذي أعلن فيه خوان كارلوس الأول قراره بالتنازل عن العرش
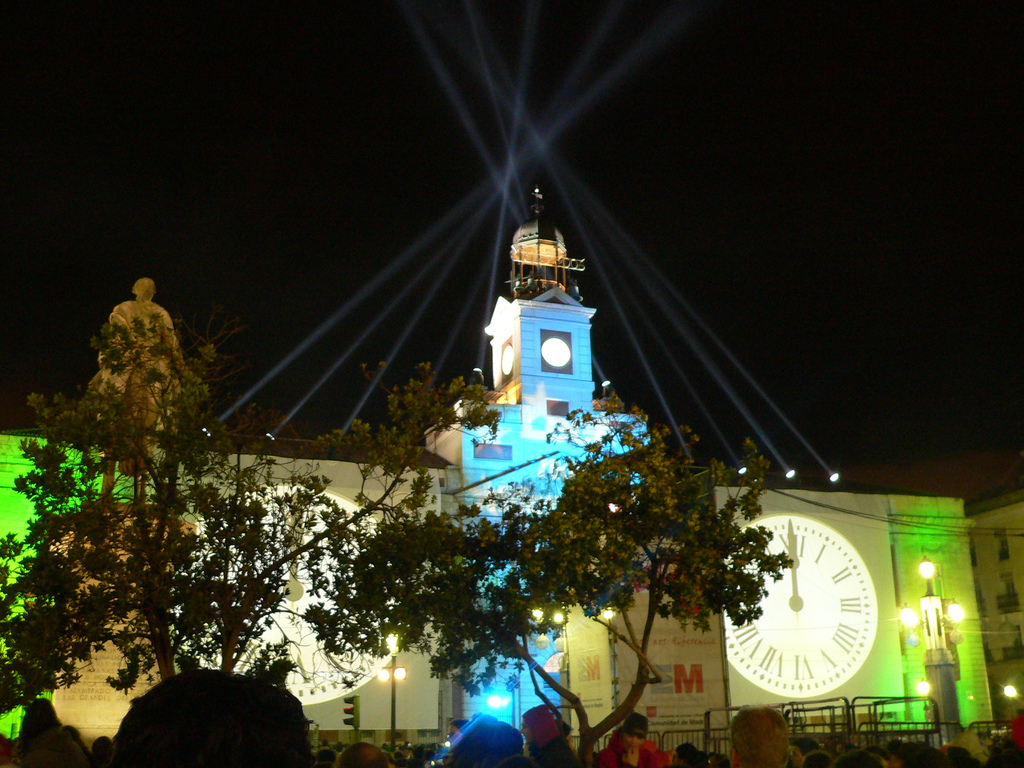
احتفالات ليلة رأس السنة